# Zieridium pseudo-obtusifolium
Zieridium pseudo-obtusifolium là một loài thực vật có hoa trong họ Cửu lý hương. Loài này được (Guillaumin) Guillaumin miêu tả khoa học đầu tiên năm 1938.